# 3項道路
3項道路（さんこうどうろ）とは、建築基準法第42条第3項の規定により、建築基準法上の道路とみなされる道のことである。

## 概要
2項道路では幅員4メートル分が道路とみなされるが、3項道路は幅員2.7メートル以上4メートル未満で特定行政庁が指定した範囲が道路とみなされる。
土地の状況によりやむを得ない場合、特定行政庁が建築審査会の同意を得た上で、道路の中心線から1.35メートル以上2メートル未満（片側が川・崖などの場合は、その境界から2.7メートル以上4メートル未満）の範囲で指定するものである。

## 制度の趣旨
建築基準法では（原則）幅員4メートル以上の道路に接する敷地でなければ建築することができないが、既成市街地等で既に4メートル未満の道が存在している場合の緩和規定として、2項道路の規定が設けられている。
しかしながら、地形上の問題などで、4メートル幅を確保することが極めて困難な場合があり、救済措置として3項道路の規定が設けられた。
3項道路に指定されることで接道義務を満たすことになる（3項道路の部分は敷地面積に算入できない）。

### 例
- 急な傾斜地が既に宅地化しており、幅員4メートルの道を造ることが困難な場合
- 路地に面して歴史的な街並みが残っており、街並みの保存を図る必要がある場合